# Dmitri Neverovski
 (juillet 2025).
Si vous disposez d'ouvrages ou d'articles de référence ou si vous connaissez des sites web de qualité traitant du thème abordé ici, merci de compléter l'article en donnant les références utiles à sa vérifiabilité et en les liant à la section « Notes et références ».
Dmitri Petrovitch Neverovski, né en 1771 à Poltava et mort en 1813, est un officier et général militaire russe qui a servi dans la guerre russo-turque et les guerres napoléoniennes. Il participe aux batailles de Smolensk, de Borodino et de Leipzig, mortellement blessé durant cette dernière. 

## Biographie
Dimitri Neverovski nait d'un noble mineur à Poltava, dans l'Ukraine actuelle. Il rejoint l'armée à l'âge de 15 ans. 
En octobre 1803, Neverovsky est nommé commandant du 1er bataillon de marines en tant que colonel. L'année suivante, 1804, il est promu major-général et nommé commandant du 3e régiment de marine, les 12 bataillons étant formés en 4 régiments. Ensuite, Neverovsky sert dans l'armée russe envoyée à Hanovre sous Peter Tolstoï (1805) lorsque la Russie rejoint la 3e guerre de coalition. Il est finalement rappelé en Russie avant la bataille d’Austerlitz. 
En novembre 1807, Dmitri Neverovsky est nommé commandant du régiment de gardes du corps Pavlovsky, alors connu sous le nom de régiment de grenadiers Pavlovsky. Après avoir découvert les taux élevés de désertion de deux compagnies du régiment, il évince les officiers. Durant son séjour dans le régiment, il ouvre une école régimentaire pour apprendre à lire et à écrire aux sous-officiers. Une partie de ses contributions au régiment consistent à améliorer sa précision, en organisant des exercices de tir, auxquels il participe. Il veille personnellement à ce que les hommes entretiennent bien leurs mousquets. 
Durant l'invasion française de la Russie, Dmitri Neverovsky est affecté à la 2e armée occidentale de Bagration et commande la 27e division d'infanterie. Voyant qu'un assaut français sur Smolensk serait désastreux sans renforts, Barclay ordonne à Neverovsky de tenir bon près de Krasny, provoquant la première bataille de Krasnoï. Dmitri Neverovsky réussit à retarder le maréchal Ney : la bataille de Smolensk commence 2 jours plus tard. Au cours de la bataille de Borodino, sa 27e division d'infanterie combat avec les « Flèches de Bagration », et perd entre 1400 et 1500 hommes,. Pour ses contributions, Dmitry Neverovsky est promu au grade de lieutenant-général.
Dmitry Neverovsky combat ensuite à la bataille de Leipzig, où il est tué.